# Hibiscus gilletii
Hibiscus gilletii là một loài thực vật có hoa trong họ Cẩm quỳ. Loài này được De Wild. mô tả khoa học đầu tiên năm 1905.